# Ojo de Agua (Perú)
Ojo de Agua es un caserío peruano ubicado en el distrito de Lancones, perteneciente a la provincia de Sullana del departamento de Piura, al norte del Perú. 

## Ubicación
Ojo de Agua se ubica al noreste de la provincia de Sullana, en el distrito de Lancones, en el departamento de Piura.

## Demografía
En 2017 Ojo de Agua tenía una población de 50 habitantes.
| Gráfica de evolución demográfica de Ojo de Agua entre 1993 y 2017 |
|                                                                   |
| Fuentes: Población 1993 y 2017                                    |